# Франсоа I (Бретан)
Франсоа I Бретански (на френски: François I de Bretagne), познат и като Франсоа Любимия (François le Bien-Aimé; * 14 май 1414, Ван, Франция; † 17 юли 1450, Нант, Франция) от Дом дьо Дрьо, е херцог на Бретан, граф на Монфор-л’Амори и титулярен граф на Ричмънд от 1442 г.

## Произход
Той е най-големият син на херцог на Бретан Жан VI Мъдри (* 1389, † 1442) и на Жана Френска (* 1391, † 1433), дъщеря на краля на Франция Шарл VI Безумния и Изабела Баварска. Има двама братя и три сестри:
- Ана (* 1409, † сл. 1415)
- Изабела (* 1411, † 1442), съпруга на Ги XIV дьо Монфор-Лавал, граф на Лавал
- Маргарита (* 1412, † 1421)
- Пиер II Простоватия (* 1418, † 1457), граф на Генгам, херцог на Бретан (1450 – 1457)
- Жил (* 1420, † 1450), господар на Шамтосе и на Ангранд.

## Биография

### Управление
Франсоа полага клетва на 15 септември 1427 г. за граф на Монфор. Възкачването на трона на херцог Франсоа I, израснал в Кралство Франция и чието мото е „Без суверен освен Бог“, води до радикална промяна във външната политика на Бретан.
Бретанските капитани участват в последната фаза на Стогодишната война. Франсоа I трябва да се сблъска с английските репресии през август 1443 г., когато херцогът на Съмърсет Джон Бофор начело на 10 000 мъже превзема Ла Герш дьо Бретан и го разграбва. На 24 март 1449 г. капитан Франсоа дьо Сюриан, наречен „Арагонецът“, на служба на Англия, превзема Фужер изненадващо и херцогът трябва да мобилизира своята армия и артилерия, за да си върне града. На 31 юли 1449 г. херцог Франсоа Бретански встъпва в Стогодишната война с Англия на страната на Франция. Начело на 6000 мъже, под заповед на чичо си, бъдещ наследник, Артур дьо Ришмон, конетабъл на Франция, който го прави рицар, той допринася през следващата година за изгонването на англичаните от Нормандия.
По време на неговото управление Орденът на хермелина, създаден от Жан IV, е увеличен или украсен с нова огърлица от плетени житни класове, за да стане през 1448 г. при Франсоа II Орден на хермелина и на житния клас.
През 1446 г. той предоставя на своя камерхер Бриан III дьо Шатобриан-Бофор, който заема тази длъжност от 1439 г., правото да провежда ежегоден панаир в град Плергер. През 1448 г. успява да се помири наполовина със сем. Пантиевър, на които връща част от имуществото им.
Жил Бретански, неговият по-малък брат и наследник (след бъдещия Пиер II), приятел на Хенри VI от Англия, е известен рицар, който представлява в Бретан партията на съюза с Англия – политика, срещу която тогава се противопоставя висшето бретанско благородство. Франсоа I го арестува и хвърля в затвора през 1446 г. След особено сурово задържане, Жил умира там удушен през 1450 г. Въпреки че не се знае дали той е издал заповед или това убийство е дело на местните му служители, съвременниците го държат за отговорен и Франсоа публично изразява разкаянието си.
След смъртта на Жил, херцог Франсоа I вижда назряващия династичен проблем. Той е много болен и няма син, неговият брат и наследник Пиер не дава надежда да има, а вторият по ред на наследяване, старият конетабъл на Ришмон Артур няма законни наследници.
Редът за наследяване на трона на Бретан е променен от Първия договор от Геранд през 1365 г. За да избегне всякакъв спор или дори нова криза при наследяването, херцог Франсоа I решава да ожени братовчед си Франсоа за най-голямата си дъщеря Маргарита, наследница според традицията преди Договора от Геранд. Това не попречва на краля на Шотландия (тъст на Франсоа I) да защитава правата на внучките си Мария и Маргарита върху трона на Бретан.

### Смърт и наследство
На 18 юли 1450 г. 36-годишният херцог Франсоа Любимия умира без мъжко потомство. Наследява го по-малкият му брат Пиер II Простоватият. Според завещанието му е погребан пред олтара на абатството „Сен Совьор“ в Редон. През 1780 г. гробът му е преместен в един от параклисите на амбулатория, но е разрушен по време на Френската революция.
Неговата вдовица, херцогиня Изабела Шотландска, го надживява до 1494 г. и след това е погребана във Ван.

## Брак и потомство
Франсоа I Бретански се жени два пъти:
∞ 1. 1431 г. за Йоланда Анжуйска (* 1412, † 1440), дъщеря на херцог Луи II Валоа-Анжуйски и Йоланда Арагонска, от която има син:
- Рено дьо Монфор (* 1434, † ок. 1439), граф на Монфор

∞ 2. 1442 в Оре за Изабела Шотландска (* 1426, † 1494), дъщеря на краля на Шотландия Джеймс I Стюарт и Жана дьо Бофор, от която има две дъщери:
- Маргьорит от Бретан (* 1443, † 1469), ∞ 1455 за графа на Етамп и бъдещ херцог на Бретан като Франсоа II;
- Мария Бретанска (* 1444, † 1510), ∞ за Жан II дьо Роан, виконт на Роан и граф на Пороет

Въпреки протестите на шотландския двор тези две принцеси не са признати за наследници на херцогството. Франсоа I избира брат си Пиер дьо Генгам за свой наследник. Последният няма деца и за да избегне по-нататъшен спор, херцогът омъжва племенницата си Маргарита за Франсоа д'Етамп, трети в реда на наследяване, а най-младата Мария за най-великия барон на Бретан – Жан II дьо Роан.
Има и една извънбрачна дъщеря:
- Жана „Извънбрачна Бретанска“, ∞ 1458 за Жан Морие, господар на Вийер льо Морие.

## Галерия
- Франсоа I и армията му. Миниатюра от ръкопис на Марциал Овернски, Les Vigiles de la mort de Charles VII, ок. 1484, Национална библиотека на Франция.
- Погребението на Франсоа I, Les Vigiles de la mort de Charles VII
- Франсоа I и Артур III Бретански, Les Vigiles de la mort de Charles VII.
- Печат на херцога
- Коронясване на Франсоа I Бретански